# Crypted
Crypted es una banda musical de la India de género Death Metal, formada en Chennai, la banda fue fundada por Arvind Muralidharan en el 2009, con una formación diferente. Fueron inicialmente una banda de heavy metal que se desarrolló, después de su vocalista Siva se unió a otra banda de género Thrash. Ellos han participado en numerosos espectáculos en directo como "Invisible Underground Ragnarok'2009", Unseen Underground Pub Fest IV  "Unseen Underground Pub Fest IV" y participaron en "Pegasus", un concurso organizado por "Christian Medical College" en Vellore, en que uno de sus integrantes, el guitarrista de Arvind Muralidharan, fue nominado como el mejor guitarrista y Vishnu Reddy, como el mejor baterista.  Se ha convertido en una de las bandas del género metal, más populares del escena de la música de Chennai.

## Carrera
La banda se formó en enero del 2009 por Arvind Muralidharan y con los demás integrantes como Arvind Muralidharan en la voz y guitarra, Vishnu Reddy en la batería, Kannan Jayaram y Avinash Raghuram en las guitarras, como una banda de género thrash metal. Ellos fueron influenciados principalmente por otras bandas musicales como Metallica, Megadeth, Slayer, Ántrax y Pantera. Han lanzado su primer EP titulado 'Equilibrium' el 23 de julio de 2010 en Chennai.

## Discografía
| Título      | Lanzamiento | Formato |
| Equilibrium | July, 2010  | CD      |